# Миска, Хантер
Хантер Миска (англ. Hunter Miska; 7 июля 1995, Стейси, Миннесота, США) — американский профессиональный хоккеист, вратарь клуба «Бриджпорт Айлендерс» из Американской хоккейной лиги (АХЛ).

## Игровая карьера

### Юниорская
Миска играл в хоккейной лиге США и хоккейной лиге Британской Колумбии, прежде чем начать играть за студенческую команду Университета Миннесоты в Дулуте в Национальной студенческой хоккейной конференции.
На первом курсе, за «Миннесота-Дулут Бульдогз» в сезоне 2016/17, Миска показал результат 27–5–5 (побед-поражений-овертаймов) с процентом отражённых бросков 92 %, общим коэффициентом надёжности 2,20 шайб за игру и с пятью сухими матчами. Он помог «Бульдогз» выйти в финал Frozen Four Championship, но в финале они проиграли со счётом 3–2 Университету Денвера. Миска стал финалистом Майк Рихтер Эворд, которая ежегодно вручается лучшему вратарю регулярного чемпионата дивизиона I NCAA.

### Профессиональная
После впечатляющего дебютного сезона Миска покинул Дулут, чтобы стать профессиональным хоккеистом, подписав двухлетний контракт начального уровня с «Аризона Койотис» 15 апреля 2017 года. После посещения тренировочного лагеря «Койотис» на сезон 2017/18 Миска был отправлен в их фарм-клуб «Тусон Роудраннерс».
В сезоне 2018/19 Миска начал сезон с «Роудраннерс». 6 ноября 2018 года Миска первый раз был вызван в НХЛ, обеспечив замену травмированному Антти Раанте. Он дебютировал в НХЛ с «Койотис», заменив Дарси Кемпера в игре против «Детройт Ред Уингз» 13 ноября 2018 года. 23 ноября Миска был возвращён в «Роудраннерс». 30 ноября 2018 года Миска был снова вызван  «Аризоной», в качестве второго вратаря, не сыграл ни одной минуты, и тот же день его вернули в АХЛ. Оставшуюся часть сезона Хантер провёл с «Роудраннерс», сыграв оставшиеся матчи пополам с Эдином Хиллом, и одержал всего лишь 10 побед в 25 матчах.
«Аризона» не сделала Миске квалификационного предложения и по окончании контракта вратарь покинул клуб в качестве свободного агента. 12 июля 2019 года Хантер согласился на однолетний контракт AHL с «Колорадо Иглз»,  фарм-клубом «Колорадо Эвеланш». Он начал сезон 2019/20 в «Иглз», прежде чем его отправили на 3 игры в фарм-клуб «Колорадо» в ECHL, «Юта Гриззлис». Вернувшись в АХЛ из-за травмы вратаря Антуана Бибо, Миска остался в составе «Иглз», одержал 11 побед и разделил четвёртое место среди всех вратарей АХЛ по проценту отражённых бросков за 19 игр, прежде чем 10 февраля 2020 года подписать однолетний контракт НХЛ на оставшуюся часть сезона с «Эвеланш».
Показав лучшую статистику сезона в АХЛ в свой первый год в «Иглз», 20 октября 2020 года «Эвеланш» переподписали двусторонний контракт с Миской сроком на два года. Из-за травмы вратаря Павла Францоуза Миска остался в стартовом составе на сезон 2020/21, сокращённый из-за пандемии COVID-19. Выступая только в качестве резервного, 21 января 2021 года Миска впервые в карьере вышел в стартовом составе НХЛ; он сделал 23 сейва в с «Лос-Анджелес Кингз» («Эвеланш» проиграли матч со счётом 4:2). 26 февраля Миска одержал свою первую победу в карьере в НХЛ, одержав победу над своим бывшим клубом «Аризона Койотис» со счётом 3:2. Не сумев закрепиться в составе за 5 матчей, Миска был возвращён в АХЛ после того, как его заменили на воротах в матче против «Анахайм Дакс» 16 марта 2021 года.
В последнем сезоне своего контракта с «Эвеланш» в 2021/22 годах Миска не смог повторить свой предыдущий успех с «Иглз», но при этом одержал 10 побед в 17 играх и принял участие в 2 матчах регулярного сезона с «Юта Гриззлис» из ECHL.
Будучи свободным агентом после трёх сезонов в организации «Колорадо», Миска согласился подписать свой первый европейский контракт, заключив однолетнее соглашение с немецким клубом «Штраубинг Тайгерс» из Немецкой хоккейной лиги (DEL) 9 июля 2022 года.
После двух успешных сезонов с «Тайгерс» покинул DEL в качестве свободного агента и заключил однолетний контракт с «Динамо» Москва из Континентальной хоккейной лиги (КХЛ), 23 июля 2024 года. В сезоне 2024/25 годов Миска провёл 14 матчей за «Динамо» и одержал 5 побед, прежде чем покинуть клуб в середине сезона. Вернувшись в Северную Америку в качестве свободного агента, 12 января 2025 года Миска подписал контракт на оставшуюся часть сезона с «Бриджпорт Айлендерс» из АХЛ, основным фарм-клубом «Нью-Йорк Айлендерс».

## Достижения

### Личные

#### BCHL
| 2014, 2015 | Пентиктон Вис | Лучший дуэт вратарей с самым низким КН |
| 2014       | Пентиктон Вис | Попадание во вторую сборную всех звёзд |
| 2015       | Пентиктон Вис | Лучший %ОБ                             |
| 2015       | Пентиктон Вис | Лучший КН                              |
| 2015       | Пентиктон Вис | Попадание в первую сборную всех звёзд  |
| 2015       | Пентиктон Вис | Лучший вратарь                         |

#### NCHC
| 2017 | Миннесота-Дулут Бульдогз | Попадание в сборную всех звёзд турнира NCHC |
| 2017 | Миннесота-Дулут Бульдогз | Попадание во вторую сборную всех звёзд NCHC |